# Отборочный турнир в олимпийскую сборную США по лёгкой атлетике 1968 — бег на 200 метров (мужчины)
| Вид соревнований       | Отборочный турнир в олимпийскую сборную США по лёгкой атлетике |
| Место проведения       | Эхо-Саммит                                                     |
| Дисциплина             | Бег 200 м среди мужчин                                         |
| Предварительные забеги | 11.09.1968                                                     |
| Четвертьфиналы         | 11.09.1968                                                     |
| Полуфиналы             | 12.09.1968                                                     |
| Финал                  | 12.09.1968                                                     |
| Число участников       | 10                                                             |

## История
Олимпийские игры 1968 года проводились поздней осенью — в середине октября, когда в высокогорном субтропическом Мехико кончался сезон дождей. Между чемпионатом США по лёгкой атлетике, который традиционно проводится в июне и является олимпийским отборочным турниром, и стартами Олимпиады возникал значительный разрыв — около четырёх месяцев, что не позволяло обеспечить эффективный отбор участников, находящихся накануне главного старта года в пике своей спортивной формы. Чтобы решить эту проблему, было решено провести отборочный турнир в два этапа. Первый этап (полуфинальный отборочный турнир) прошёл в Лос-Анджелесе 29–30 июня и отличался неопределённым статусом, плохой организацией, конфликтами между спортсменами, спортивным руководством и прессой. Как следствие, результаты соревнований оказались невысокими. Основной отборочный турнир прошёл в Эхо-Саммит 6—16 сентября в условиях, максимально приближённых к высокогорному Мехико. Эти соревнования давали окончательную олимпийскую путёвку и отличались напряжённой борьбой и результатами мирового уровня.
Чтобы максимально приблизить отборочный турнир к условиям Олимпиады, соревнования проводились по олимпийской четырёхкруговой системе (забеги — четвертьфиналы — полуфиналы — финалы). Поскольку в соревнованиях участвовало всего 10 бегунов, забеги и четвертьфиналы не осуществляли реального отбора, а служили имитацией для воспроизведения турнирных нагрузок, которые испытывают спортсмены при четырёхкруговых предварительных соревнованиях. Так, условием выхода в четвертьфинал было выполнение относительно лёгкого квалификационного норматива 21,0 с, с которым справились все спортсмены, кроме одного. В полуфинал проходили четверо лучших в каждом из двух четвертьфиналов. Таким образом, в полуфинале оказались 8 из 10 спортсменов, участвовавших в забегах 1-го круга. Фактически, полуфиналы и финал представляли собой традиционный двухкруговой турнир, принятый на чемпионатах США.
Мировой рекорд накануне соревнований был равен 20,0 с и принадлежал Томми Смиту, который показал этот результат в Сакраменто 11 июня 1966 года на дистанции 220 ярдов. Поскольку при переводе в метрическую систему 220 ярдов равны 201,168 м, а лишний метр прибавляет к результату около 0,1 с, результат Смита фактически был эквивалентен 19,9 с на 200-метровке.
Насколько быстрым оказался стадион в Эхо-Саммит, стало ясно за неделю до отборочного турнира, когда 31 августа 1968 года Клайд Глоссон и Уэйн Колетт, которые не претендовали на место в сборной, показали на 200-метровой дистанции 20,1 и 20,2 с. Через несколько минут после них Карлос и Хайнс зафиксировали 20,1 и 20,3 с.
В квалификационных соревнованиях отборочного турнира Хайнс, уставший после победы на 100-метровой дистанции, вышел из борьбы после первого круга, после чего стало ясно, что основная борьба развернётся между Карлосом и Смитом, тогда как остальные постараются сохранить силы для финала, чтобы разыграть третью путёвку на Олимпиаду.
Из-за искусственно расширенной программы соревнований в полуфинале оказалось всего 7 спортсменов, из которых было отобрано шестеро.
В финале произошёл фальстарт из-за того, что Ларри Куэстад вскочил, когда по его руке поползло какое-то насекомое. После повторного старта Карлос стартовал стремительно и при выходе на финишную прямую на два метра опережал шедшего вторым Куэстада. Смит был четвёртым, отставая на метр от Куэстада и пропустив вперёд Брайта. Смит бежал по внутренней дорожке, так что его соперники имели на вираже преимущество, но на прямой он разогнался, обогнал Брайта и Куэстада и слегка сократил разрыв с Карлосом. Карлос финишировал первым с феноменальным результатом 19,7 с, что было на 0,3 с лучше мирового рекорда Томми Смита (20,0 с). Электроника зафиксировала результат 19,92 с. Смит повторил свой прежний мировой рекорд (электронное время 20,18 с). Это тоже был прекрасный результат, до него так быстро по первой дорожке не бегал никто. 
Острой была борьба за третье место. Куэстад, личный рекорд которого был установлен в 1963 году, выложился на вираже и вышел на прямую впереди Райта, однако на прямой Брайт стал постепенно сокращать разрыв. Исключительно быстро пробежал последние 25 метров Рэндольф и практически нагнал Брайта. Около 10 минут судьи рассматривали плёнку фотофиниша, после чего решили, что Куэстад на 0,01 с обогнал Брайта и Рэндольфа, которые финишировали четвёртым и пятым с одинаковым временем 20,29 с.
Результат Карлоса не был ратифицирован в качестве мирового рекорда, так как Карлос бежал в нестандартной обуви, так называемых «шиповках-щётках» (англ. brush spikes) фирмы «Puma». Подошва этих шиповок была покрыта множеством мелких острых иголок, что по мнению ИААФ на тартановой дорожке давало спортсмену неоправданное преимущество. Необоснованность этого мнения показали Олимпийские игры в Мехико, где Томми Смит в обычной обуви с крупными шипами пробежал почти на десятую лучше (19,83 с). Формально это было медленнее, чем 19,7 с Карлоса, поскольку в Мехико результат определялся электронным секундомером без параллельного ручного хронометража, который за счёт медленной реакции человека-секундометриста даёт результат в среднем на 0,24 с лучше, чем электроника.

## Результаты соревнований

### Шестёрка лучших
Эхо-Саммит, 11—12.09.1968
| № | Время | Эл.   | Участник                 | Клуб     | Дор. | Пр. |
| - | ----- | ----- | ------------------------ | -------- | ---- | --- |
| 1 | 19,7  | 19,92 | Карлос, Джон             | SCVYV    | 4    | WR  |
| 2 | 20,0  | 20,18 | Смит, Томми (легкоатлет) | SCVYV    | 1    |     |
| 3 | 20,1  | 20,28 | Куэстад, Ларриen         | Striders | 3    |     |
| 4 | 20,1  | 20,29 | Брайт, Джерриen          | Ariz St  | 2    |     |
| 5 | 20,1  | 20,29 | Рэндольф, Томen          | Wn M     | 6    |     |
| 6 | 20,3  | 20,52 | Бракел, Биллen           | USN      | 5    |     |

### Предварительные забеги
Эхо-Саммит, 11.09.1968
В четвертьфинал выходят все, выполнившие квалификационный норматив 21,0 с.
| Забег 1 (+0,3 м/с) |      |       |                          |            |
| 1                  | 20,1 | 20,28 | Карлос, Джон             | SCVYV      |
| 2                  | 20,5 | 20,62 | Хайнс, Джим              | HS         |
| 3                  | 20,5 | 20,67 | Брайт, Джерриen          | Ariz St    |
| 4                  | 20,6 | 20,76 | Миллер, Миккиen          | US-A       |
| 5                  | 20,7 | 20,86 | Куэстад, Ларриen         | Striders   |
| Забег 2 (+0,3 м/с) |      |       |                          |            |
| 1                  | 20,6 | 20,67 | Хард, Биллen             | Notre Dame |
| 2                  | 20,7 | 20,77 | Смит, Томми (легкоатлет) | SCVYV      |
| 3                  | 20,8 | 20,90 | Рэндольф, Томen          | Wn M       |
| 4                  | 21,0 |       | Бракел, Биллen           | USN        |
| 5                  | 21,2 |       | Тёрнер, Уиллиen          | Or St      |

### Четвертьфиналы
Эхо-Саммит, 11.09.1968
В полуфинал выходят четверо лучших из каждого забега
| Четвертьфинал 1 (+2,4 м/с) |      |         |                          |            |
| 1                          | 20,0 | 20,21w  | Смит, Томми (легкоатлет) | SCVYV      |
| 2                          | 20,3 | 20,56w  | Брайт, Джерриen          | Ariz St    |
| 3                          | 20,5 | 20,69w  | Рэндольф, Томen          | Wn M       |
| –                          | –    | Dnf     | Хард, Биллen             | Notre Dame |
| Четвертьфинал 2 (+4,8 м/с) |      |         |                          |            |
| 1                          | 20,1 | 20,41 w | Карлос, Джон             | SCVYV      |
| 2                          | 21,1 |         | Куэстад, Ларриen         | Striders   |
| 3                          | 22,0 |         | Бракел, Биллen           | USN        |
| 4                          | 22,8 |         | Миллер, Миккиen          | US-A       |

### Полуфиналы
Эхо-Саммит, 12.09.1968
В финал выходят трое лучших из каждого забега
| Полуфинал 1 (–0,7 м/с) |      |        |                          |          |
| 1                      | 20,2 | 20,28  | Смит, Томми (легкоатлет) | SCVYV    |
| 2                      | 20,5 | 20,62  | Рэндольф, Томen          | Wn M     |
| 3                      | 20,5 | 20,65  | Куэстад, Ларриen         | Striders |
| Полуфинал 2 (+3,2 м/с) |      |        |                          |          |
| 1                      | 20,3 | 20,49w | Карлос, Джон             | SCVYV    |
| 2                      | 20,5 | 20,69w | Брайт, Джерриen          | Ariz St  |
| 3                      | 20,5 | 20,71w | Бракел, Биллen           | USN      |
| 4                      | 20,6 | 20,72w | Миллер, Миккиen          | US-A     |

### Финал
Эхо-Саммит, 12.09.1968
Ветер 1,9 м/с.
| № | Время | Эл.   | Участник                 | Клуб     | Дор. | Пр. |
| - | ----- | ----- | ------------------------ | -------- | ---- | --- |
| 1 | 19,7  | 19,92 | Карлос, Джон             | SCVYV    | 4    | WR  |
| 2 | 20,0  | 20,18 | Смит, Томми (легкоатлет) | SCVYV    | 1    |     |
| 3 | 20,1  | 20,28 | Куэстад, Ларриen         | Striders | 3    |     |
| 4 | 20,1  | 20,29 | Брайт, Джерриen          | Ariz St  | 2    |     |
| 5 | 20,1  | 20,29 | Рэндольф, Томen          | Wn M     | 6    |     |
| 6 | 20,3  | 20,52 | Бракел, Биллen           | USN      | 5    |     |